# 塩村宰
塩村 宰（しおむら おさむ）は、日本のジャズミュージシャン（トロンボーン奏者、ベーシスト）、作曲家、編曲家である。かつては、名を「修」と表記していた時期がある。
天保プロダクション代表取締役プロデューサー。金沢市民芸術村ミュージック工房アートマネージャー。日本音楽著作権協会会員。

## 略歴
石川県金沢市出身。石川県立金沢泉丘高等学校を経て早稲田大学政治経済学部卒。在学中は、早稲田大学ハイソサエティー・オーケストラでコンサートマスターを務めた他、ビッグバンドの宮間利之とニューハードに参加。その後、作曲家・編曲家として多数のアルバムに参加。また、フリーのミュージシャンとしては松任谷由実、上田正樹、荒川達彦、ジョージ川口、三木敏悟らと共演した。1990年から地元の金沢市を拠点に音楽活動を始め、企業のテーマ音楽やCM音楽などを多数制作。また、金沢市で結成したプレステッジ・ジャズ・オーケストラ（PJO）では、コンサートマスター、指揮者を務めている。

## 映画音楽
1981年、森田芳光の劇場映画監督デビュー作『の・ようなもの』で音楽を担当。同作の主題歌『彼女はムービング・オン』、『シー・ユー・アゲイン 雰囲気』（歌：尾藤イサオ、作詞：タリモ（森田芳光）、作曲：浜田金吾）では編曲を担当した。その後、『メイン・テーマ』や『ときめきに死す』（共に塩村修名義）など森田監督作品で音楽を担当した。